# Jorge Drexler
Jorge Abner Drexler Prada (Montevideo, 21 settembre 1964) è un cantautore uruguaiano.

## Biografia
È nato a Montevideo da una famiglia di origine tedesca, ed è cresciuto nella sua città natale, nella quale ha studiato fino a conseguire la laurea in medicina.
L'esperienza vissuta durante la dittatura, che colpì l'Uruguay dal 1973 al 1985, viene ricordata anche nella canzone Aquellos Tiempos (dall'album Frontera).
Nonostante i suoi studi, ha scelto di dedicarsi sempre di più alla musica fino alla pubblicazione del suo primo album (La luz que sabe robar) nel 1992.
Da quel momento ha cominciato ad attirare su di sé le attenzioni di vari musicisti e critici, fino a quando, nel 1995, si è trasferito in Spagna, dove vive tuttora.
Nel 2004 ha scritto la canzone Al otro lado del río per il film I diari della motocicletta, con la quale vince l'Oscar come miglior canzone. Per motivi non meglio definiti, molto probabilmente di natura politica, all'ultimo momento si decide di non farlo cantare dal vivo, ma di far interpretare la sua canzone all'attore Antonio Banderas.
Nel 2006 ha pubblicato l'album 12 segundos de oscuridad e nel 2011 Amar la trama.

## Stile
Dall'inizio della sua carriera Jorge Drexler è stato capace di fare uso di molti generi musicali: ha saputo infatti mescolare molto abilmente nelle proprie canzoni i generi tipici del proprio paese (candombe, murga, milonga), con la musica pop, l'elettronica, il jazz e la bossa nova. I testi delle sue canzoni affrontano temi molto diversi tra loro: molti sono legati al suo paese e portano all'ascoltatore tutta la malinconia e la tristezza tipica degli Uruguagi.
Negli anni ha saputo migliorarsi fino a giungere alla consacrazione nel 1999 con il disco Frontera. È un disco che presenta tanto pezzi orecchiabili, come la stessa title track Frontera, quanto canzoni più complesse, tra cui la suggestiva El sur del sur. Oltre a queste sono da ricordare Memoria del cuero, legata al ritmo del candombe, la dolce Alto el fuego, Aquellos tiempos, che parla del termine della dittatura, e l'ultima canzone dell'album Camino a La Paloma, un malinconico ricordo delle estati che lo stesso Drexler passava quando era ragazzo a La Paloma, una località di mare dell'Uruguay.
Nel 2001 ha pubblicato l'album Sea: da ricordare i brani Sea, Nada Menos e Un pais con el nombre de un rio, canzone che parla dell'Uruguay.
È del 2005 Eco, a cui farà seguito Eco2, che contiene tre nuovi brani rispetto al primo album. Da questo è tratta una delle sue canzoni più conosciute: La milonga del moro judio, che parla del medio oriente attraverso le riflessioni di un "moro judio". Oltre a questo vanno citati Eco, Todo se transforma e Don de fluir.
Il suo penultimo album, 12 segundos de oscuridad (2006), è stato in parte registrato in Uruguay. Pare che Jorge, nonostante continui a vivere in Spagna, senta sempre molto forte il legame con il suo paese d'origine, tanto che la maggior parte delle canzoni di questo album le ha scritte mentre si trovava in Uruguay. La prima canzone 12 segundos de oscuridad viene concepita a Cabo Polonio, un luogo ameno e solitario che si trova nel nord est dell'Uruguay: lì Jorge, osservando il faro che dà sull'Atlantico, nota che quei dodici secondi di oscurità che intercorrono tra un giro e l'altro della luce, sono un momento magico, durante il quale bisogna saper aspettare, avere pazienza e probabilmente questi 12 secondi sono molto più importanti della luce stessa.
Ancora di questo album vanno ricordate le canzoni Transoceanica, Hermana duda e Soledad. Interessanti le contaminazioni dall'elettronica presenti in certi pezzi che non stonano con il contesto nel quale sono inseriti.
Nel 2011 ha pubblicato il suo ultimo progetto di inediti, Amar la trama, nel quale Drexler racconta tutto il suo amore per il "fare il percorso" come unico vero strumento di conoscenza. Registrato in soli quattro giorni davanti a un pubblico selezionato il disco è a metà tra un album in studio e un live. Ospiti Ben Sidran, José Carmona e Leonor Watling.
Nel 2012 ha partecipato nel brano Diario di una caduta all'album Respiro del cantautore italiano Joe Barbieri.
Nel 2022 ha scritto il brano Vento Sardo insieme a Marisa Monte, pubblicato nell'album Portas della cantautrice brasiliana.

## Discografia
- 1992 - La Luz Que Sabe Robar (Ayui)
- 1994 - Radar (Ayui)
- 1996 - Vaivén (Virgin)
- 1997 - Llueve (Virgin)
- 1998 - Retrato de una mujer con hombre al fondo
- 1999 - Frontera (Virgin)
- 2001 - Sea (Virgin)
- 2004 - Eco (Dro Atlantic)
- 2005 - Eco² (Dro Atlantic. Include 3 bonus tracks + DVD)
- 2006 - 12 Segundos de Oscuridad (Dro Atlantic)
- 2007 - La Edad del Cielo (Dro Atlantic)
- 2008 - Cara B (Dro Atlantic)
- 2010 - Amar la Trama (Warner)
- 2014 - Bailar en la Cueva (Warner)
- 2017 - Salvavidas de Hielo (Warner)
- 2021 - 30 Años (Warner)
- 2022 - Tinta y tiempo (Sony Music)